# Akrai

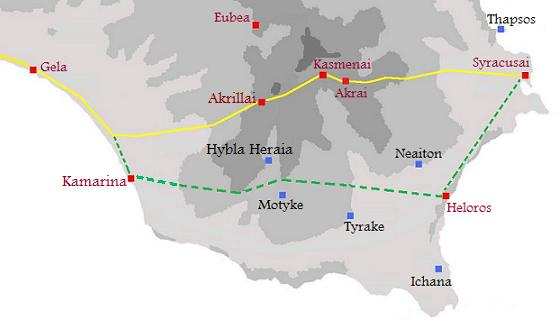
Villes de la Sicile sud-orientale au

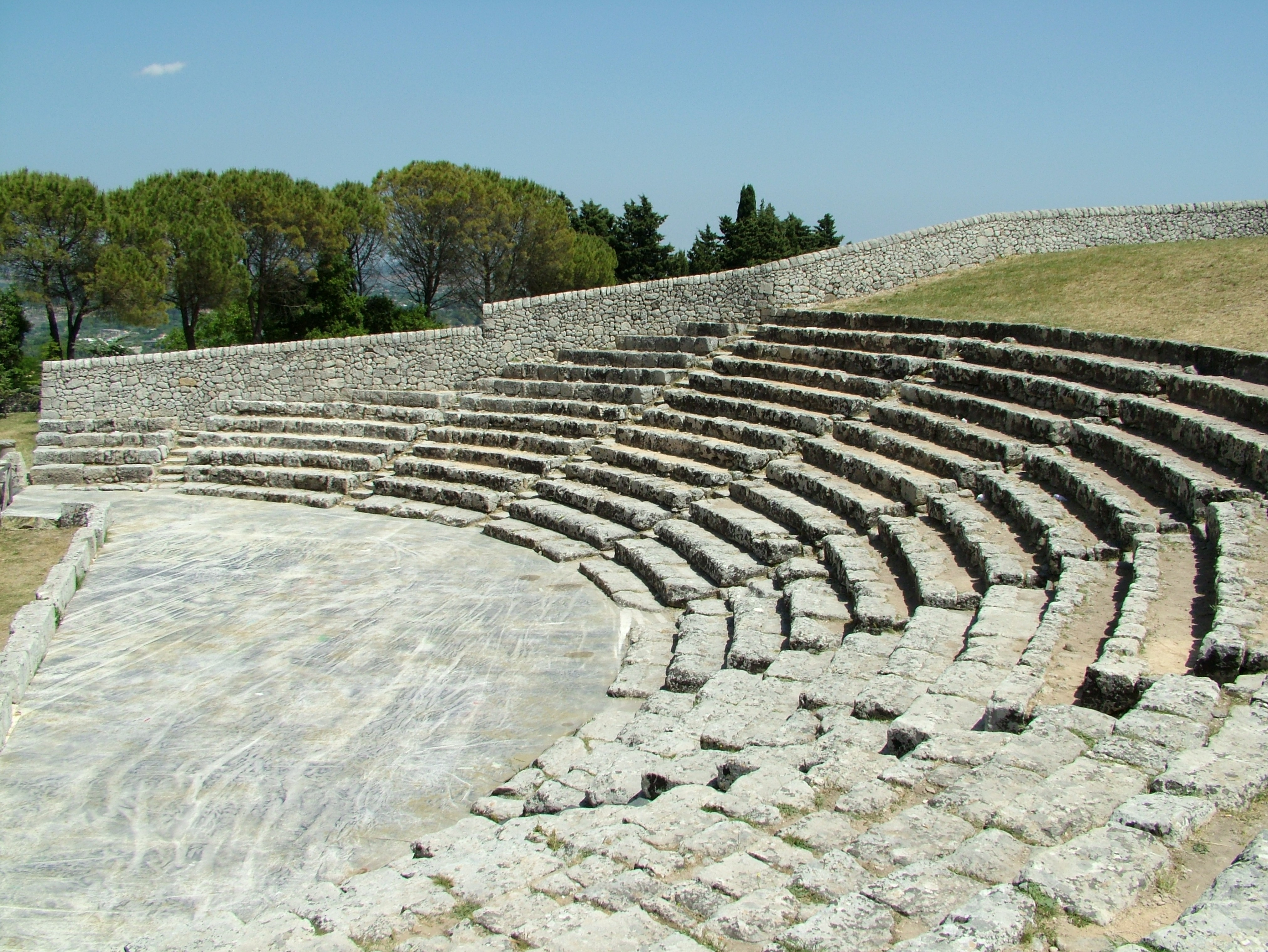
Théâtre antique grec

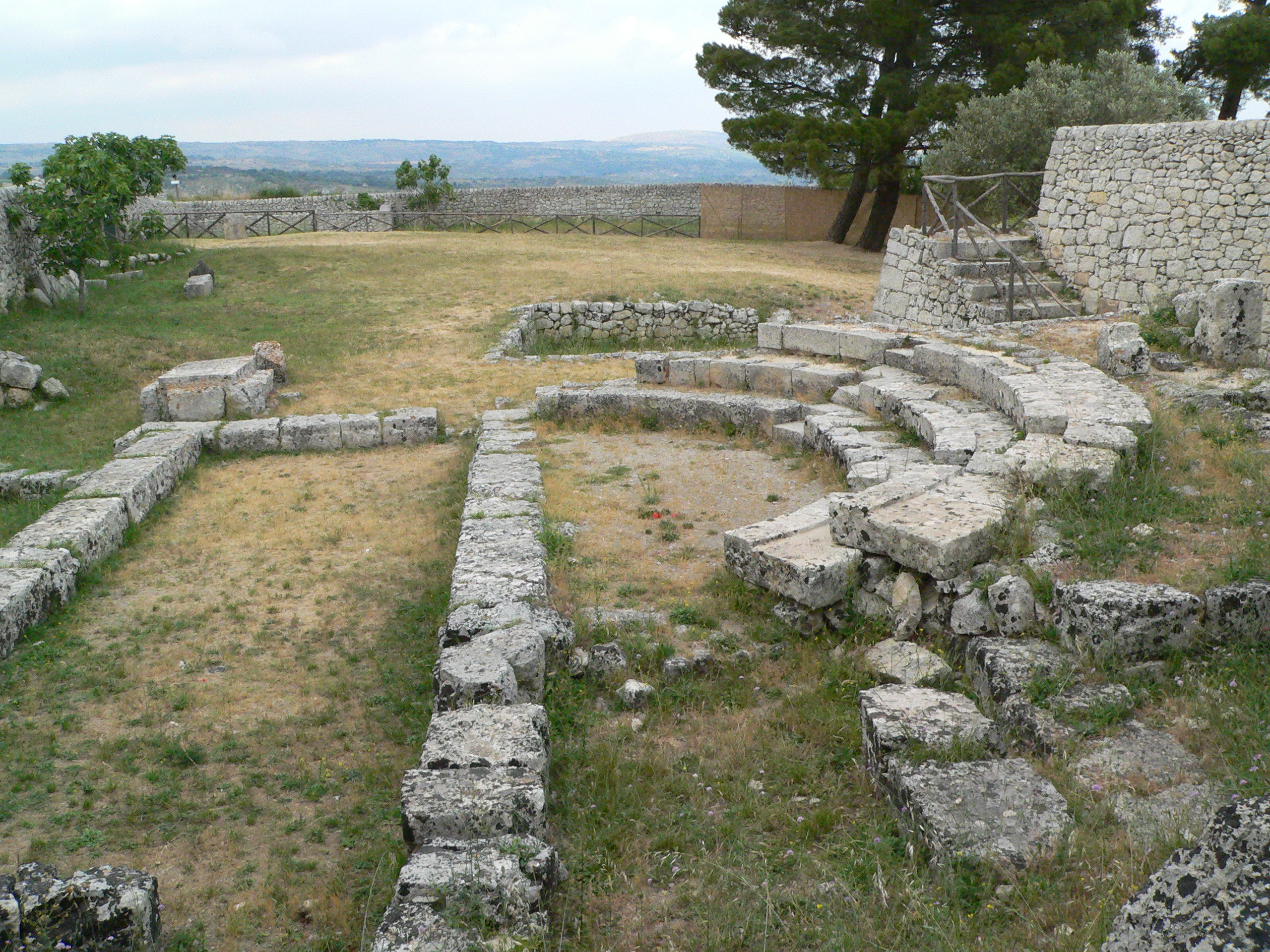
Bouleuterion

Akrai est une colonie grecque fondée par les Syracusains au VIIe siècle av. J.-C., à proximité de l'actuelle Palazzolo Acreide en Sicile.

## Histoire
« Akrai et Casmene ont été fondés par les Syracusains : Akrai soixante-dix ans après Syracuse, Casmene vingt ans après Akrai. Même la première colonisation de Camarina est l'œuvre des Syracusains, environ 135 ans après qu'ils fondèrent Syracuse ; Dascone et Menecolo en ont été nommés « Oikistès » »

— Thucydide, Guerre du Péloponnèse, livre VI, 5
Akrai a été fondée vers 664 av. J.-C. par des Grecs venant de Syracuse, attirés dans la haute vallée de l’Anapo, à une quarantaine de kilomètres de Syracuse, par la fertilité de la région. Mais l'occupation humaine du site remonte au Paléolithique.
Akrai a été construite au sommet d'un plateau, protégé par des flancs escarpés, et permettant l'observation des territoires environnants. Situé entre la vallée de l'Anapo, qui arrose Syracuse, et celle du Tellaro, qui se jette dans la mer près d'Heloros, le site a par conséquent une grande importance stratégique pour maitriser la pointe sud-est de la Sicile.
La cité est une étape de l'expédition de Dion de Syracuse contre Denys le Jeune. Elle connait son apogée au IIIe siècle sous Hiéron II, à la suite du traité de paix avec les Romains. Restée sous la dépendance de Syracuse, la cité n'a jamais battu monnaie.
Conquise par Rome (211 av. J.-C.), elle passe sous l'administration romaine sous le nom latin de « Acre », comptant parmi les cités stipendiaires, c’est-à-dire soumises à l’impôt romain.
Acre passe par la suite sous la domination byzantine, accueillant une forte communauté chrétienne aux IVe et Ve siècles, et est détruite par les Arabes, probablement en 827.

## Fouilles
Après l'invasion arabe, ses ruines sont recouvertes de nouvelles couches de terre et par la végétation, puis sont oubliées.
Les premières fouilles archéologiques ont lieu au début du XIXe siècle. Elles sont entreprises par Gabriele Iudica, qui les décrit dans son livre Le antichità di Acre, publié en 1819.
Les fouilles suivantes ont permis de découvrir sur l'acropole un théâtre antique grec du IIIe siècle av. J.-C. d'un diamètre maximal de 37,5 mètres, un bouleutérion, lieu de réunion du conseil, une agora et les fortifications. Sur la partie postérieure se trouvent deux carrières de pierres (latomie), dénommées Intagliata, Intagliatella, dont l'exploitation remonterait au IVe siècle av. J.-C. Comme celle de Templi feriali, à l'est, elles sont ensuite dédiées au culte des morts avec niches, reliefs votifs et inscriptions. Elles sont réutilisées comme catacombes à la période byzantine.
Sur le plateau, au-dessus de la carrière Intagliata et dominant l'acropole, se trouvent les blocs de la base de l'Aphrodision, le temple dorique érigé au VIe siècle av. J.-C. en l'honneur d'Aphrodite, divinité principale d'Akrai. Proche de l'Apollonion et de l'Olympieion de Syracuse, de la première moitié du VIe siècle, il possède comme eux une double colonnade en façade et un mur de fond de la cella, mais est plus court avec 6 sur 13 colonnes, comme des temples du début du 5e s (Athénaion de Syracuse, temple de la Victoire d'Himère). En revanche, il présente un atypique vestibule à deux colonnes entre pronaos et naos. Son riche ornement tend vers un style ionique.
Sur la partie occidentale est situé le « bouleutérion ». À l'est du col, il y a les Templi ferali.
La ville s'est construite selon un axe est-ouest, avec une large rue de 4 m pavée de lave reliant la porte de Syracuse à la porte de Sélinonte, et des rues de 3 mètres presque perpendiculaires, pavées uniquement au carrefour.
Les nécropoles archaïque de Torre Iudica et hellenico-romaine de Colle Orbo se trouvent au sud-est de la ville, tandis que la nécropole rupestre sicule, de l'âge de bronze tardif, se situe à Pinita au sud.

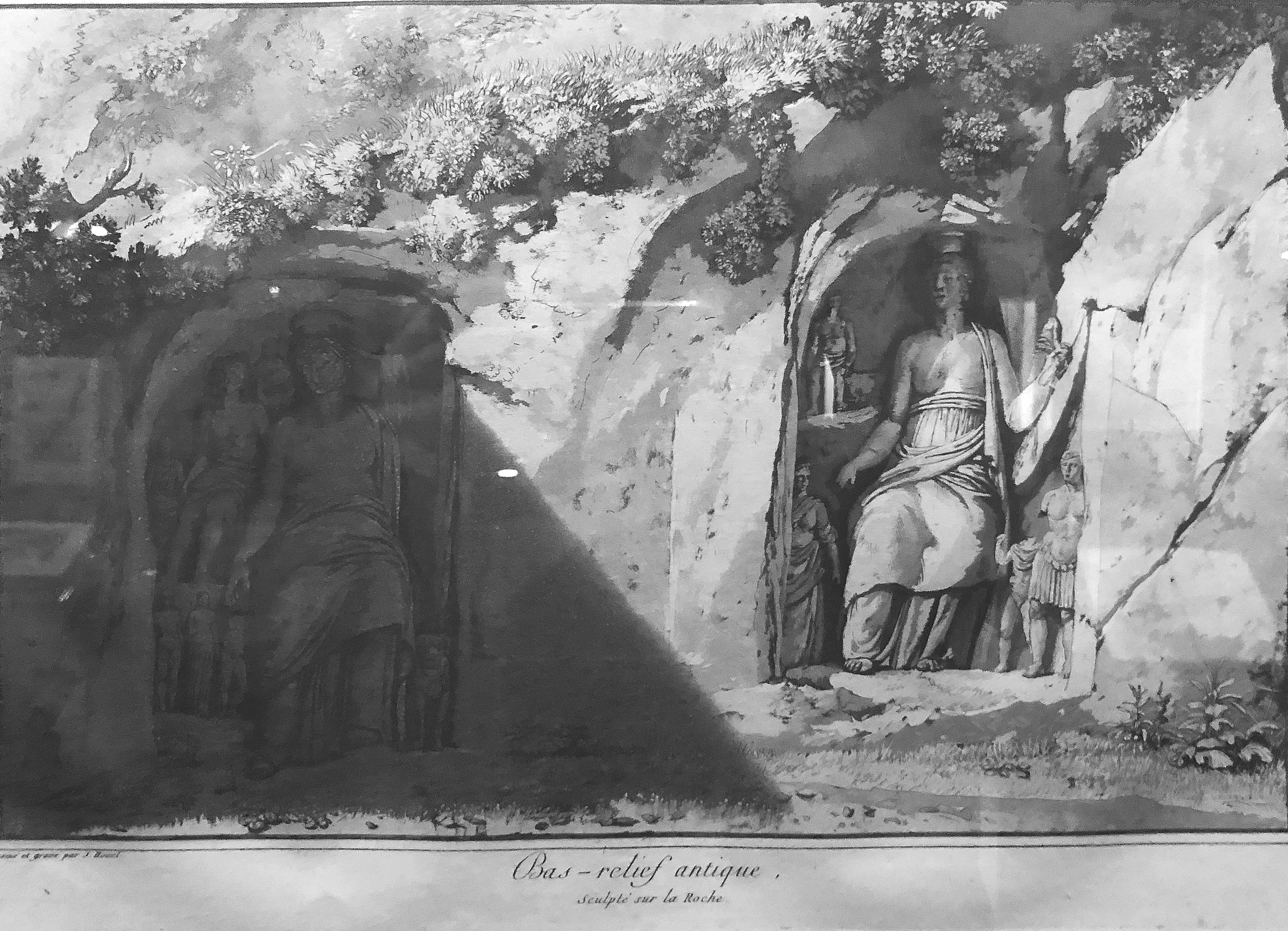
Santoni du sanctuaire rupestre de Palazzolo.

Dans une vallée proche, les Santoni (ou Grands Saints) ont été sculptées dans la roche au IIIe siècle en l’honneur de Cybèle, héritière de la Déesse mère, représentée assise ou debout avec ses lions, tenant tympanon et patère, parfois accompagnée d'Attis, Hermès, Marsyas ou les Dioscures.
Le resultat des fouilles est exposé au musée du site, et au Musée archéologique régional de Syracuse.